# José Mota
José Mota, właśc. José Roberto Rodrigues Mota Junior (ur. 10 maja 1979 w São Paulo) – brazylijski piłkarz występujący na pozycji napastnika.

## Kariera
Mota zawodową karierę rozpoczynał w drugoligowym brazylijskim klubie União Barbarense. Grał tam do 2001 roku. Wówczas odszedł do portugalskiego Rio Ave FC, grającego w drugiej lidze. Spędził tam rok, a później przeszedł do trzecioligowego UD Oliveirense, w którym grał przez dwa kolejne lata.
W lipcu 2004 podpisał kontrakt z duńskim Randers FC. W pierwszej lidze duńskiej zadebiutował 19 września 2004 w wygranym 1:0 pojedynku z Viborgiem, w którym strzelił też gola. W Randers grał przez pół roku. W tym czasie rozegrał tam 13 ligowych spotkań i zdobył w nich 6 bramek. W styczniu 2005 odszedł do innego pierwszoligowca – Viborga. Pierwszy ligowy mecz w jego barwach zaliczył 12 marca 2005 przeciwko Aarhus GF, w którym strzelił jedną bramkę, a mecz zakończył się wynikiem 2:1. W Viborgu spędził dwa lata. W sumie zagrał tam w 48 ligowych meczach i strzelił w nich 21 goli.
W styczniu 2007 Mota przeniósł się do Aalborga, również występującego w pierwszej lidze. Pierwszy ligowy występ w jego barwach zanotował 11 marca 2007 w przegranym 0:2 spotkaniu z Viborgiem. Zawodnikiem Aalborga był przez rok. W marcu 2008 został wypożyczony do norweskiego Molde FK. W pierwszej lidze norweskiej zadebiutował 30 marca 2008 w zremisowanym 0:0 spotkaniu ze Stabæk IF. 20 kwietnia 2008 w zremisowanym 1:1 pojedynku z Lillestrøm SK zdobył swoją pierwszą bramkę w lidze norweskiej. W grudniu 2008 Mota został wykupiony przez Molde za Aalborga za 540 tysięcy euro.
W 2010 roku Mota przebywał na wypożyczeniu w południowokoreańskim Suwonie. Z 9 bramkami został wówczas królem strzelców Azjatyckiej Ligi Mistrzów. Następnie wrócił do Molde, z którym w 2011 roku zdobył mistrzostwo Norwegii. W 2012 roku został graczem Busanu IPark, w którego barwach w tym samym roku zakończył karierę.